# Godzieszówek

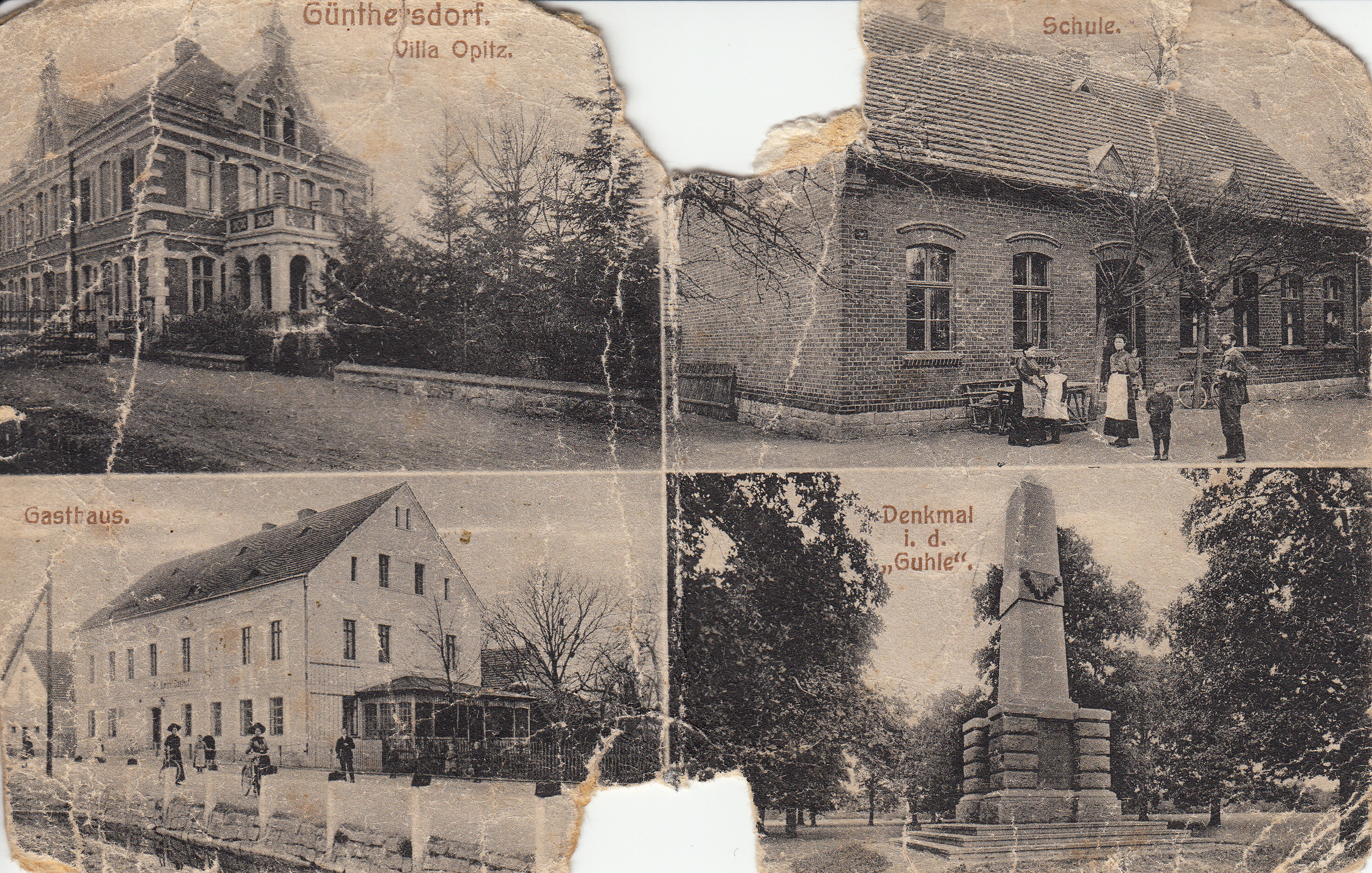
Ansichtskarte von Günthersdorf Anfang des 20. Jahrhunderts

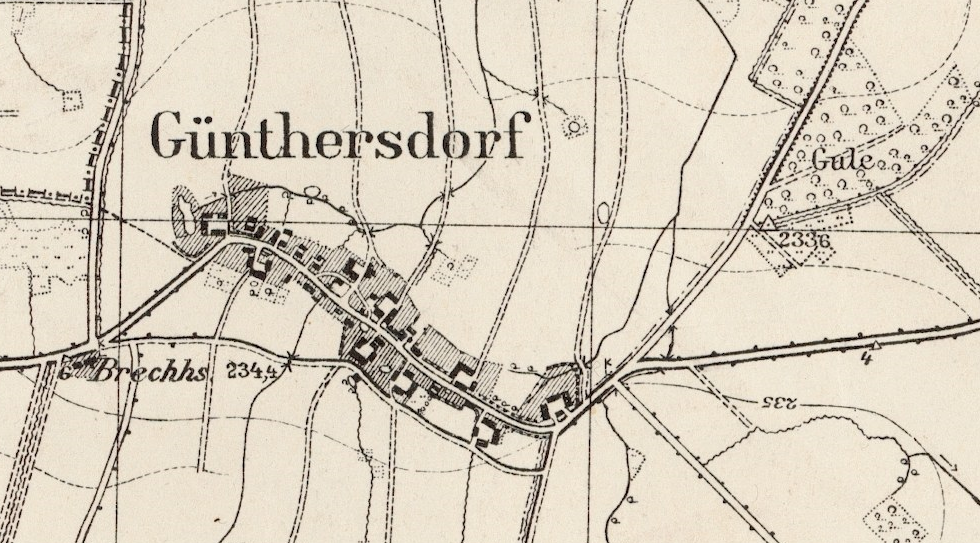
Kartenausschnitt von Günthersdorf aus dem Messtischblatt 5063 von 1936

Godzieszówek [gɔd͡ʑɛ'ʂuvɛk] (deutsch Günthersdorf, schlesisch Ginterschdurf) ist ein Dorf der Stadt- und Landgemeinde Strzegom im Powiat Świdnicki der Woiwodschaft Niederschlesien in Polen.

## Geografie
Godzieszówek liegt etwa fünf Kilometer westlich von Strzegom (Striegau), 20 Kilometer von der Kreisstadt Świdnica (Schweidnitz) und 55 Kilometer von Breslau entfernt.

## Geschichte
Godzieszówek wurde erstmals im Jahre 1305 im Zehntregister Liber fundationis episcopatus Vratislaviensis als „Guntheri Villa“ erwähnt, wurde jedoch vermutlich schon Ende des 13. Jahrhunderts von deutschen Bauern gegründet. Der deutsche Name des Dorfes geht auf dessen Gründer Gunther bzw. Günther zurück. Funde von Gefäßresten, die 1933 vom Amtsvorsteher gemeldet wurden, lassen auf eine weit ältere Erstbesiedlung schließen.
Das Waldhufendorf mit 14 Hufen maß im Jahre 1305 333 ha. Von den vierzehn Hufen waren elf Hufen Bauerngüter, zwei bekam der Dorfschulze und eines ein unbekannter Ritter. Der Zins musste an den Breslauer Bischof und an den Herzog gezahlt werden – daher der Name „Herzogsgeschoß“, der bis ins 18. Jahrhundert unter dem Namen „herzoglicher Getreidezins“ Bestand hatte, obwohl es zu dieser Zeit bereits keinen Herzog mehr gab.
Der noch in der Gründerzeit bestehende große Waldbestand wurde im Laufe der Zeit fast vollständig gerodet, sodass heutzutage nur noch sehr wenige Bäume im direkten Umland von Günthersdorf zu finden sind. Auf den damaligen Waldbestand lässt sich vor allem durch den Flurnamen „Gule“ oder auch „Guhle“ (gola = Waldlichtung) schließen. Die Grundherrschaft über Günthersdorf ging 1626 an die Grafen von Hochberg auf Rohnstock, bis 1848 die Grundherrschaft abgelöst wurde.
Am 14. Dezember 1545 sprach der König von Böhmen, Ferdinand I., der Stadt Striegau das Recht zu, im Umkreis von einer Meile (Meilenrecht) zu mälzen, zu brauen, zu schenken und das Ober- und Niedergericht, den Salzmarkt und das Kretschamwerk zu betreiben. 1626, während des Dreißigjährigen Krieges, wurde dieses Recht von Kaiser Ferdinand II. überprüft, woraufhin dem Joachim von Hochberg auf Günthersdorf „mehr nicht als die erwiesenen Ober- und Niedergerichte zu gebrauchen, aber nicht den Bierschank“ gestattet war. Dies bedeutete, dass Günthersdorf, obwohl wie noch amtlich bestätigt wurde, „unter der Meile gelegen ist“, das Bier aus Striegau bezogen werden musste. 1810 fielen dann durch die Einführung der Gewerbefreiheit alle diese Beschränkungen weg.
Ab 1741 gehörte Günthersdorf durch die von Friedrich II. durchgesetzte Kreisverfassung zum Landkreis Striegau. Im Zweiten Schlesischen Krieg 1744/45, in dem die Schlacht bei Hohenfriedberg geschlagen wurde, war Günthersdorf bzw. die Gule Schauplatz des Hauptkampfes zwischen den österreichisch-sächsischen und den preußischen Truppen. Im Verlauf dieses Kampfes kam es zu der berühmten Offensive der Bayreuther Dragoner, die mit einem grandiosen Sieg die feindlichen Truppen nach Westen trieben.
Zwei verschiedene Denkmäler im näheren Umkreis erinnerten an diesen Krieg: Das Erste war das sogenannte „Guledenkmal“ oder auch „Denkmal in der Guhle“, das mit zwei Inschriften versehen war:
Vorderseite:
„Dem Andenken der in der Schlacht bei Hohenfriedeberg gefallenen 1.821 Österreicher und 1.320 kursächsischen Kriegskameraden.“
Rückseite:
„Wanderer, bringe die Kunde von uns nach Sachsen und Oesterreich. Folgsam und treu dem Gebot ruhn wir vereint hier im Grab.“
Das zweite Denkmal, ein Stein, steht an dem Weg von Thomaswaldau nach Günthersdorf und ist mit dem Hinweis der Attacke der Bayreuther Dragoner versehen, die innerhalb von zwanzig Minuten 66 Fahnen erbeuteten.

Ab 1758 wurde Schulunterricht in einem Gebäude der Scholtisei gegeben, der von einem Lehrer aus Häslicht abgehalten wurde. Später wurde die Schule erweitert und offiziell als „evangelische Schule“ bezeichnet. In einem Dorfbericht von 1785 wird der Acker als „kalt, naß und ersäuft“ beschrieben. Auf nasses Gelände deuteten auch einige Flurnamen der Umgebung hin, etwa der Große Teich in nördlicher Richtung und der Hausdorfer See in südlicher Richtung, beide trockengelegt und aufgeforstet beziehungsweise in Wiesen verwandelt. Außerdem gab es noch die Lange Beele, ein Bach, der aus der Gule kommend nach Osten Richtung Gräben abfließt und sich früher durch das klare Wasser auszeichnete. Ein weiterer Bericht von 1829 beschreibt den Boden nun wie folgt: 

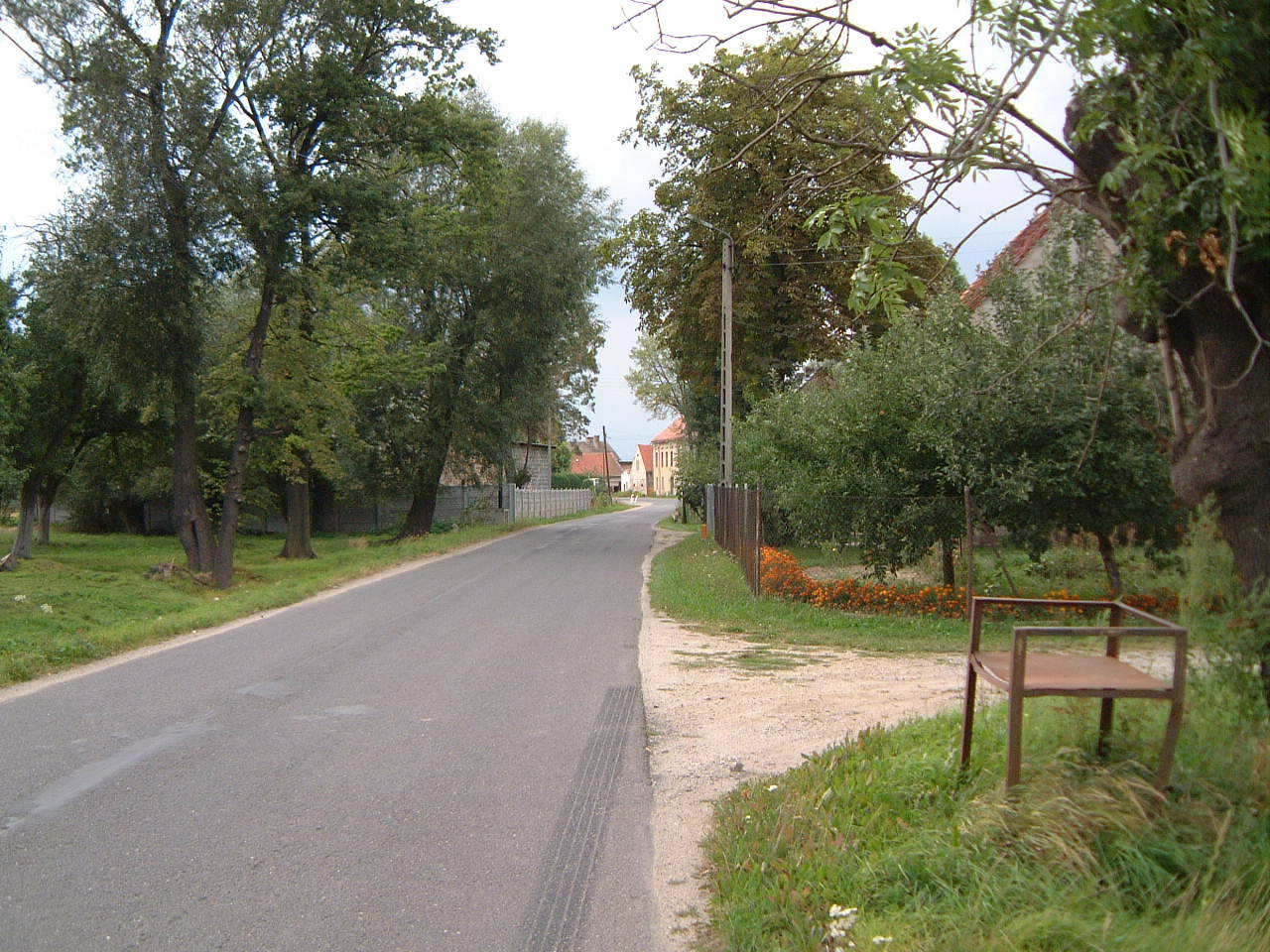
Godzieszówek 2011

„auf vielen Stellen schwer und lettigt, mehr naß als trocken, einige Stellen lehmigt.“
Am 1. August 1807 wurden vier Bauerngüter durch feindliche Truppen, die im Zuge des Vierten Koalitionskriegs durch Günthersdorf kamen, niedergebrannt.
Des Weiteren brannte am 27. Januar 1818 ein Gut ab, und zwar „durch boshafte Anlegung des Dienstjungen Franz Bürgel“. Im Jahre 1845 wird im Dorfbericht erwähnt, dass der Acker durch Drainage und andere Maßnahmen erheblich verbessert werden konnte, sodass 1885 der Bodenwert mit 32,12 Mark bewertet wurde und so schon an mittlere Bodengüter herankam.
Obwohl der Bau der Eisenbahnlinie Striegau–Bolkenhain im Jahre 1890 auch Günthersdorfer Gebiet berührte, erhielt das Dorf keinen eigenen Bahnhof. Der zuständige Bahnhof war fünf Kilometer entfernt in Gräben bei Striegau. Ab 1874 besaß Günthersdorf außerdem sein eigenes Standesamt, währenddessen die zuständigen Kirchen für beide Konfessionen im benachbarten Rohnstock lagen. Die zugehörige Poststelle war im zwei Kilometer entfernten Thomaswaldau. Ab dem 1. Oktober 1932 gehörte Günthersdorf nicht mehr zum Landkreis Striegau, sondern zum Kreis Schweidnitz.
Schon vor Ende des Zweiten Weltkrieges im Februar 1945 wurde Günthersdorf durch sowjetischen Truppen besetzt, und ab 1946 begann die Vertreibung der deutschen Bevölkerung, sowie die Umbenennung von Günthersdorf in Godzieszówek. In den Jahren von 1975 bis 1998 gehörte das Dorf administrativ zur Woiwodschaft Wałbrzych (deutsch Waldenburg).

### Einwohnerentwicklung
| Jahr | Einwohner |
| ---- | --------- |
| 1785 | 148       |
| 1829 | 156       |
| 1830 | 158       |
| 1845 | 184       |
| 1885 | 234       |
| 1900 | 212       |
| 1910 | 303       |
| 1925 | 264       |
| 1929 | 296       |
| 1933 | 284       |
| 1939 | 339       |
| 2006 | 130       |